# 아이비고드
아이비고드는 박과의 식물이다. 

## 특징
잎은 5개로 갈라지고 길이는 6.5~8.5cm, 너비는 7`8cm이다. 암꽃과 수꽃이 잎자루의 겨드랑이에서 돋아나며, 수술은 3개이다. 